# Марковская волость (Богучарский уезд)
Марковская волость — историческая административно-территориальная единица Богучарского уезда Воронежской губернии с центром в слободе Марковка.
По состоянию на 1880 год состоял 7 поселений, 5 сельских общин. Населения — 7291 лицо (3621 мужского пола и 3670 — женской), 972 дворовых хозяйства.
|                       | Площадь, десятин | В том числе пахотной, дес. |
| --------------------- | ---------------- | -------------------------- |
| Сельских общин        | 22009            | 14400                      |
| Частной собственности | —                | —                          |
| Другой собственности  | 148              | 78                         |
| В общем               | 22157            | 14478                      |

Поселения волости на 1880 год:
- Марковка (Адъютантова) — бывшая государственная слобода при реке Богучар за 60 верст от уездного города, 3689 человек, 516 дворов, православная церковь, почтовая станция, лавка, 63 ветряных мельницы.
- Бугаевка — бывшая государственная слобода при реке Вшива, 1517 человек, 198 дворов, православная церковь, 2 лавки, 16 ветряных мельниц.
- Пасюков — бывший государственный хутор, 525 человек, 68 дворов.
- Попасный — бывший государственный хутор, 687 человек, 88 дворов, 10 ветряных мельниц.
- Хрищатое (Хрещатый) — бывший государственный хутор, 662 лица, 82 двора, 13 ветряных мельниц.

По данным 1900 года в волости насчитывалось 7 поселений, 7 сельских общин с преимущественно украинским населением, 10 сельских обществ, 31 здание и учреждение, 1098 дворовых хозяйств, население составляло 7943 лица (3993 мужского пола и 3950 — женского).
В 1915 году волостным урядником был Стефан Григорьевич Гогин, старшиной — Михаил Лазаревич Татарков, волостным писарем — Алексей Михайлович Давыдов.